# 미들로디언

미들로디언

미들로디언(영어: Midlothian, 스코트어: Midlowen, 스코틀랜드 게일어: Meadhan Lodainn)은 스코틀랜드의 의회 구역으로 행정 중심지는 댈키스이며 면적은 354km2, 인구는 83,000명(2010년 기준), 인구 밀도는 229명/km2이다. 에든버러, 이스트로디언, 스코티시보더스와 접한다.